# Lovci perel (Pašek)
Lovci perel (1951) je dobrodružný román pro mládež českého spisovatele Mirko Paška o neúspěšné vzpouře somálských a arabských lovců perel v Rudém moři, ke které došlo před první světovou válkou.

## Obsah románu
Hlavním hrdinou románu je Somálec Saffar. Na začátku příběhu, odehrávajícího se roku 1896, je ještě dvanáctiletým chlapcem, který se na lodi lovců perel v Rudém moři stará o kuchyni a provádí drobné domácí práce. Práce samotných lovců perel, patřících k nejubožejší chudině, je velmi nebezpečná. Musí se potápět do velké hloubky, což jim neodvratně ochromí měchýř a pak ve spánku neudrží moč. Tlak vody jim protrhne ušní bubínky, takže již nikdy nebudou dobře slyšet. Obchodníci je okrádají a vymýšlejí stále úspornější metody lovu, které vyžadují delší pobyt pod vodou, což je k smrti vyčerpává a ničí jim plíce. Navíc jim jejich naivní víra v Alláhovu všemocnost podporovaná duchovními brání se proti bezpráví postavit. Tak se Saffar stane například svědkem toho, jak jeden z lovců vykrvácí, když mu obrovská zéva sevře v zápěstí levou ruku, přesekne a rozdrtí mu kosti a ruku mu utrhne.
Roku 1913 je Saffar již také lovcem perel. Neustálé bezpráví, kterému jsou potápěči vystaveni, v něm probudí postupný růst poznání, že vůle Alláhova není rozhodující, že je třeba se proti zlu postavit. Nechá se najmout jako námořník na loď Řeka Popastratose, kde se spřátelí s Egypťanem Hamidem, který umí číst a psát a naučí Saffara spoustu věcí. Mimo jiné i to, že když chce něco dokázat, musí se učit. Saffar se stane kormidelníkem a posádka mu začne říkat El Sejf (Meč), podle jizvy ve tvaru meče, kterou má na čele.  
Když byl neprávem uvězněn za zločin, který spáchal z touhy po perlách Popastratos, podařilo se mu s Hamidovou pomocí uprchnout z vězení a přesvědčit potápěče i svého přítele Šou, že není Alláhovou vůlí, aby museli lovit perly. Odjedou jednou z rybářských lodí, ale pronásledovatelé je doženou, Saffara, Hamada a Šou pak odsoudí k smrti a ponechají je zemřít na malém opuštěném ostrůvku Omonomu, což znamená Matka much, plném komárů a bez vody. 
Podle spisovatele šlo o první pokus o vzpouru lovců perel a Saffar-El Sejf se stal legendárním hrdinou svého lidu.